# 9471 Ostend
9471 Ostend (1998 OU13) là một tiểu hành tinh vành đai chính được phát hiện ngày 26 tháng 7 năm 1998 bởi E. W. Elst ở La Silla.